# Гришевцы
Грише́вцы (укр. Гришівці) — село на Украине, находится в Тывровском районе Винницкой области.
Код КОАТУУ — 0524582201. Население по переписи 2001 года составляет 477 человек. Почтовый индекс — 23327. Телефонный код — 4355.
Занимает площадь 28,688 км².

## Адрес местного совета
23327, Винницкая область, Тывровский р-н, с. Гришевцы, ул. Центральная, 37